# Vasaloppet 2023
Vasaloppet 2023 avgjordes söndagen den 5 mars 2023 mellan Berga by i Sälen och Mora och var det 99:e Vasaloppet. Vinnare i herrklassen blev Emil Persson och i damklassen norskan Emilie Fleten, med tiderna 3.37.43 respektive 4.04.08.
Det maximala antalet av 15 800 anmälda tvävlande var uppnått. Av dessa var 18,6 procent kvinnor. Det genomsnittliga ålder var 42,2 år. De tävlande åkte med årets upplaga i genomsnitt 3,5 Vasalopp. Av alla åkare angav 57 procent att de deltog i en tidigare Vasalopp. Regerande mästare var Astrid Øyre Slind, Norge och Andreas Nygaard, Norge. Alla män som var under topp 10 vid Vasaloppet 2022 deltog även vid Vasaloppet 2023. Endast fyra av fjolårets topp 10 kvinnor åkte upplagan 2023.

## Slutresultat

### Herrar
| Placering | Namn               | Land    | Tid      |
| --------- | ------------------ | ------- | -------- |
| 1         | Emil Persson       | Sverige | 03:37:43 |
| 2         | Andreas Nygaard    | Norge   | 03:37:43 |
| 3         | Kasper Stadaas     | Norge   | 03:37:44 |
| 4         | Petter Stakson     | Norge   | 03:37:45 |
| 5         | Johan Hoel         | Norge   | 03:37:49 |
| 6         | Joar Andreas Thele | Norge   | 03:37:59 |
| 7         | Oskar Kardin       | Sverige | 03:37:59 |
| 8         | Alvar Myhlback     | Sverige | 03:38:00 |
| 9         | Max Novak          | Sverige | 03:38:01 |
| 10        | Karstein Johaug    | Norge   | 03:38:01 |

### Damer
| Placering | Namn                 | Land     | Tid      |
| --------- | -------------------- | -------- | -------- |
| 1         | Emilie Fleten        | Norge    | 04:04:08 |
| 2         | Silje Øyre Slind     | Norge    | 04:06:41 |
| 3         | Ida Dahl             | Sverige  | 04:08:08 |
| 4         | Magni Smedås         | Norge    | 04:09:21 |
| 5         | Astrid Øyre Slind    | Norge    | 04:11:22 |
| 6         | Anikken Gjerde Alnes | Norge    | 04:13:28 |
| 7         | Jenny Larsson        | Sverige  | 04:14:02 |
| 8         | Kati Roivas          | Finland  | 04:14:05 |
| 9         | Hanna Lodin          | Sverige  | 04:18:16 |
| 10        | Sandra Schützová     | Tjeckien | 04:18:44 |

## Spurtpriser

### Herrar
| Plats        | Namn                | Land    | Tid      |
| ------------ | ------------------- | ------- | -------- |
| Smågan       | Vebjörn Moen        | Norge   | 00:30:54 |
| Mångsbodarna | Anton Elvseth       | Norge   | 01:01:57 |
| Risberg      | Lorenzo Busin       | Italien | 01:26:39 |
| Evertsberg   | Tord Asle Gjerdalen | Norge   | 02:01:27 |
| Oxberg       | Oskar Kardin        | Sverige | 02:33:12 |
| Hökberg      | Karstein Johaug     | Norge   | 02:54:34 |
| Eldris       | Emil Persson        | Sverige | 03:17:20 |

### Damer
| Plats        | Namn              | Land  | Tid      |
| ------------ | ----------------- | ----- | -------- |
| Smågan       | Astrid Öyre Slind | Norge | 00:32:09 |
| Mångsbodarna | Astrid Öyre Slind | Norge | 01:04:38 |
| Risberg      | Astrid Öyre Slind | Norge | 01:32:18 |
| Evertsberg   | Emilie Fleten     | Norge | 02:09:52 |
| Oxberg       | Emilie Fleten     | Norge | 02:46:39 |
| Hökberg      | Emilie Fleten     | Norge | 03:12:35 |
| Eldris       | Emilie Fleten     | Norge | 03:40:14 |